# Séquanes
Pour les articles homonymes, voir Sequana.
Les Séquanes, Séquanais ou Séquaniens, en latin Sequani, Σηκοανοὶ (Sekoanoï), en grec ancien, sont un peuple gaulois établi en Séquanie (ou Séquanaise, actuelle Franche-Comté) à l'est de la Gaule, sur le versant ouest du massif du Jura, avec pour capitale l'oppidum de Vesontio (Besançon).
Ils sont particulièrement connus par les Commentaires sur la guerre des Gaules de Jules César, au moment de la conquête romaine. Après l'avoir soutenu pendant la guerre des Gaules, pour sa victoire sur le roi germain Arioviste, ils soutiennent le siège d'Alésia de Vercingétorix en -52. Après la soumission à la République romaine, le territoire des Séquanes est intégré à la province de Gaule belgique, puis à la Maxima Sequanorum (Grande Séquanaise) de 297 par la Tétrarchie, jusqu'à la fin de l'Empire romain en 476.

## Histoire

### Ethnonymie et ethnogenèse

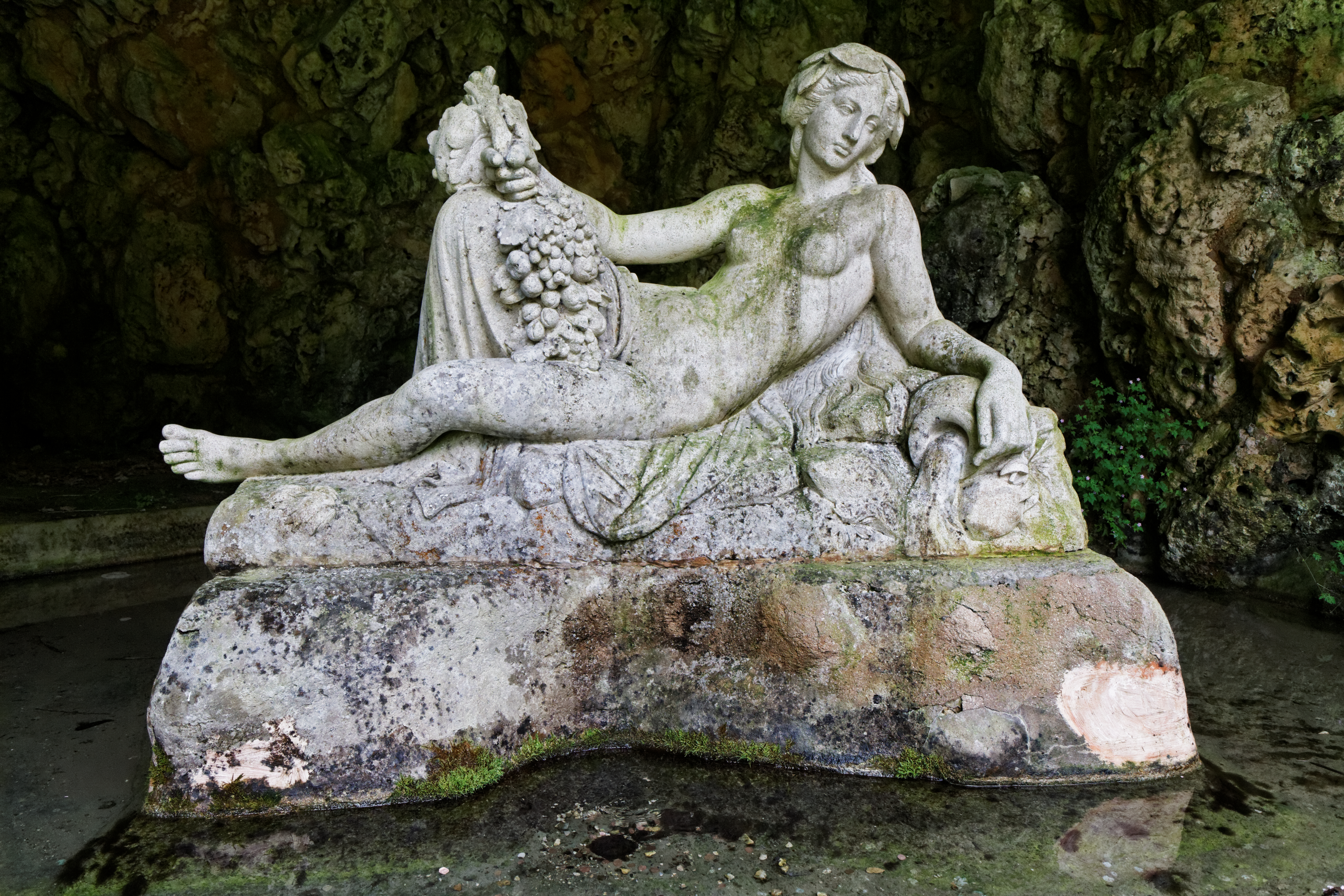
Sequana, déesse gauloise de la Seine, du sanctuaire sacré des sources de la Seine de Source-Seine, à 100 km au nord-ouest deVesontio (Besançon).

Leur nom viendrait de l'hydronyme Sequana, nom celtique de la Seine et de sa déesse gauloise Sequana. Ce fleuve ne s'écoule pas en territoire séquane, mais prend sa source à Source-Seine dans la région voisine, à 100 km au nord-ouest de Besançon, à partir d'un sanctuaire sacré lingon dédié à la déesse Sequana, nymphe des sources du fleuve, où de nombreux ex-votos de guérison ont été retrouvés. La région où se situe ce sanctuaire était probablement habitée originellement par les Séquanes. Sequana pourrait également s'appliquer à la Saine, rivière du Jura et affluent de l'Ain. Le lexicographe William Smith suggère un lien entre deux divinités (tutela), avec Souconna (déesse honorée par une dédicace de statue romaine à Chalon-sur-Saône) qui donne son nom à la Saône, dont le cours est en partie contrôlé par les Séquanes.
Les fouilles archéologiques de Vesontio (Besançon) indiquent une occupation du site dès le bronze final et durant le Premier âge du fer (ou culture de Hallstatt, chronologie de Besançon). L'oppidum décrit par César apparaît, en tant que centre politique constitué, vers 120 av. J.-C.. Le peuple des Séquanes voit donc son ethnogenèse entre ces deux dates et est pleinement constitué au IIe siècle av. J.-C.

### Période celtique

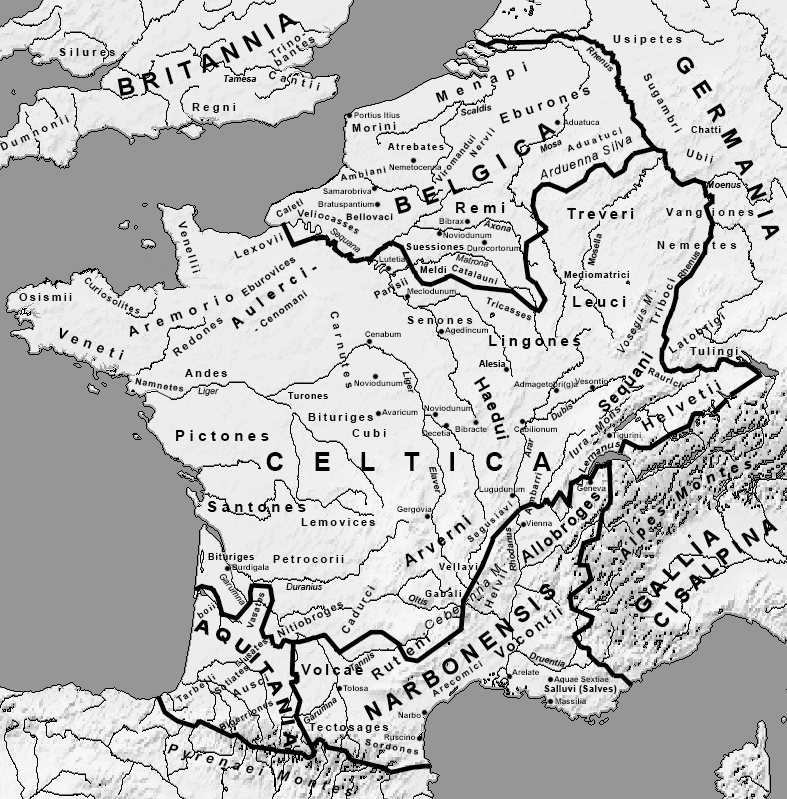
Les peuplades de Gaule.

Dans la première moitié du Ier siècle av. J.-C., les Séquanes contrôlent un vaste territoire, la Séquanie, correspondant approximativement à l'actuelle Franche-Comté, entre la Saône, la Bresse, la Suisse gauloise du massif du Jura, le massif des Vosges et le Sundgau, avec pour capitale Vesontio (Besançon), et quelques cités gauloises d'Epomanduodurum (Mandeure), Segobodium (Seveux), Luxovium (Luxeuil), Dole, Vesoul, Pontarlier, Poligny, Lons-le-Saunier...
Parmi les sources antiques, l'œuvre de l’historien grec Strabon fait référence aux mentions les plus anciennes des Séquanes. Il évoque ainsi des invasions séquanes en Italie, associés à des peuples germains. Ce passage est généralement considéré comme renvoyant aux raids gaulois en Italie du VIe siècle av. J.-C. qui ont abouti au sac de Rome (390 av. J.-C.) par les Sénons du chef gaulois Brennus, ou aux migrations plus anciennes des Bituriges et de leurs chefs Bellovesos et Segovesos.

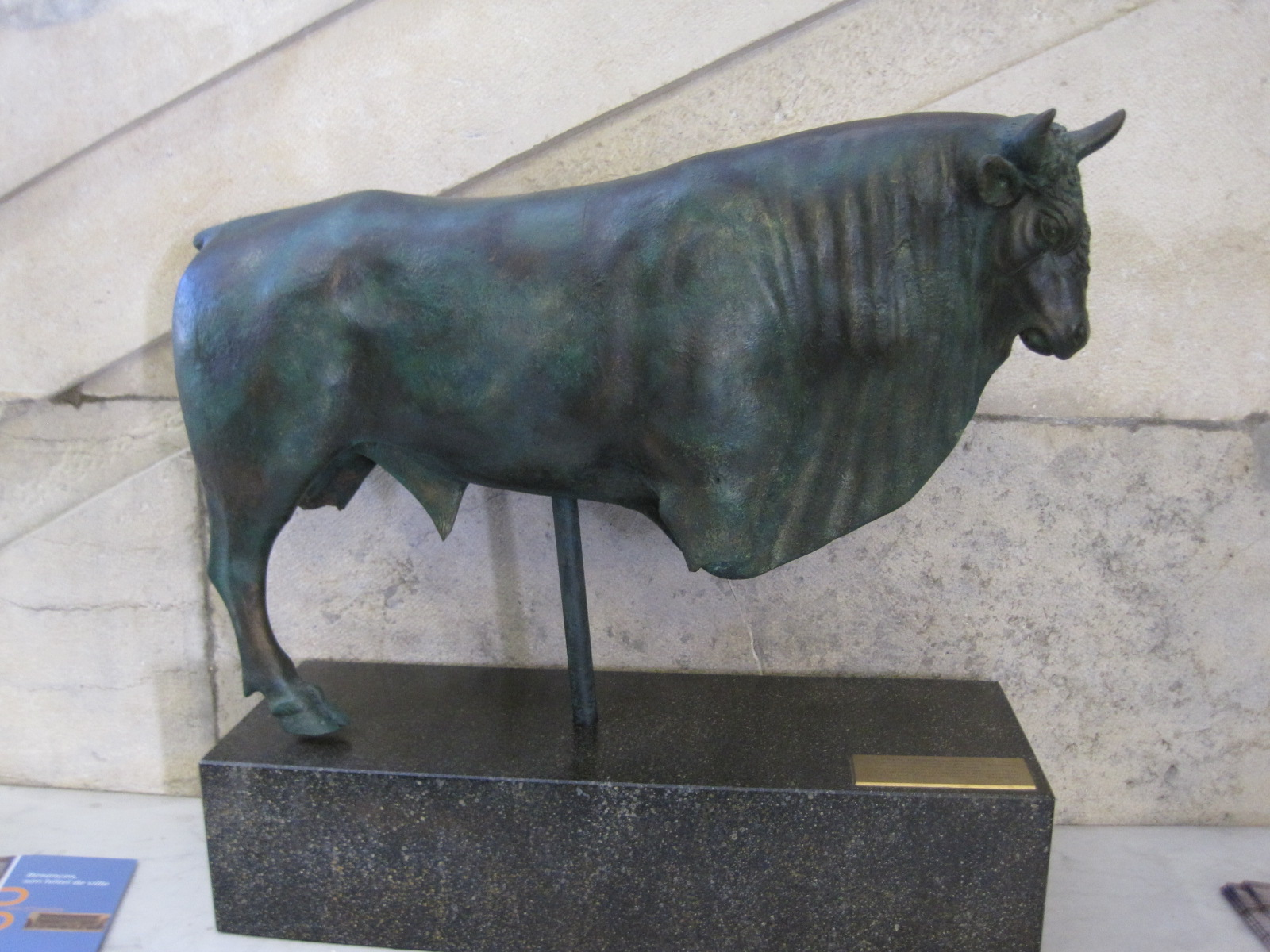
Taureau d'Avrigney (Ier siècle) représentant le dieu celto-romain Tarvos trigaranus (le Taureau à trois cornes) du musée des Beaux-Arts et d'Archéologie de Besançon.

C'est toutefois le philosophe gréco-romain Plutarque qui fait véritablement entrer ce peuple dans l'histoire. Dans ses Vies parallèles (Vies des hommes illustres) il indique que, lors de la guerre des Cimbres du IIe siècle av. J.-C., après leur défaite face au général romain Caius Marius, les chefs Teutons en fuite sont capturés par les Séquanes dans les Alpes et remis aux Romains. Cette mention permet de supposer qu'au IIe siècle av. J.-C., les Séquanes sont déjà fixés sur le territoire qu'on leur connaît et qu'ils exercent une certaine influence autour de celui-ci. L’historien Stephan Fichtl émet l'hypothèse que cette action aboutit à une alliance (fœdus) avec les Romains et que c'est à cette occasion que le roi Séquane Catamantaloédis (père de Casticos) est désigné « ami du peuple romain » par le sénat romain en 102 av. J.-C..

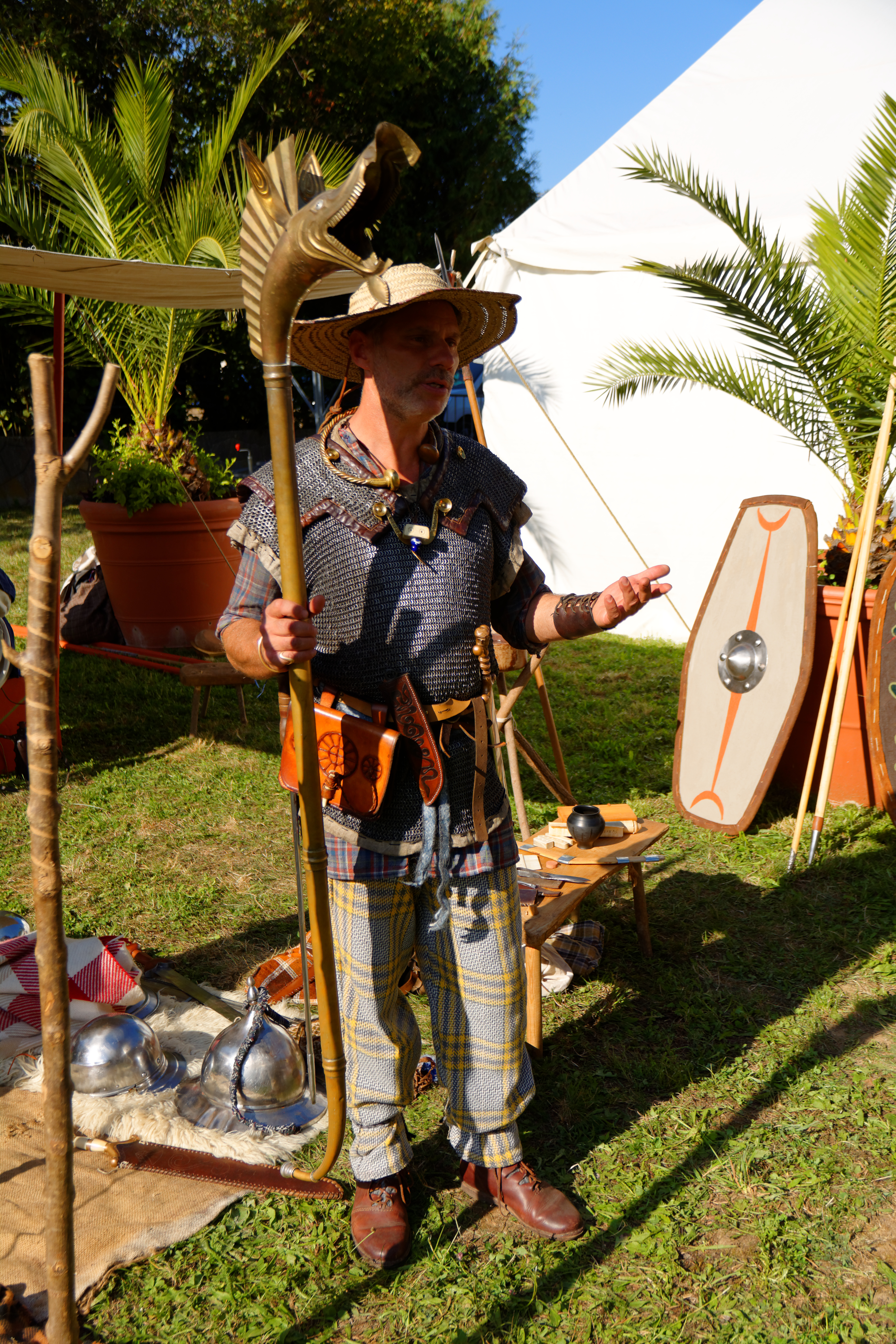
Séquane et son carnyx, d'une reconstitution historique de Mandeure.

Quelques décennies plus tard, le peuple des Séquanes entre en conflit avec les Éduens voisins. Cette lutte prend sa source dans un différend frontalier, les deux peuples se disputant le contrôle de la vallée de la Saône et de la voie commerciale qu'elle accueille. Le conflit est exacerbé par la compétition politique que se livrent par ailleurs Séquanes et Éduens, les deux peuples cherchant chacun à diriger les autres peuples gaulois. Cet antagonisme finit par se cristalliser sur le champ de bataille. Les Séquanes s'allient aux Arvernes et entrent en guerre contre les Éduens. Outre cette alliance, les Séquanes font appel au roi germain Arioviste et engagent ses troupes Suèves en tant que mercenaires. Ensemble, ils battent les Éduens à plusieurs reprises, et parviennent à leur reprendre le contrôle du cours de la Saône et la plupart des peuples qu'ils avaient en clientèle.
Toutefois cela leur coûte cher puisque Arioviste exige comme rétribution une large partie du territoire séquane pour y établir ses hommes. Ce territoire concédé aux Suèves, probablement le Sundgau, pourrait être celui des Rauraques, sur lesquels les Séquanes auraient alors eu une forme de suzeraineté. À la suite de cette spoliation, les Séquanes se retournent contre leurs anciens alliés, les Suèves, s'allient avec leurs anciens ennemis, les Éduens, et entrent en guerre. Les deux camps s'affrontent lors de la bataille de Magetobriga de 63 av. J.-C., avec une large défaite de la coalition Séquano-Éduenne.
Les Séquanes doivent alors céder une nouvelle fois des terres aux Suèves. Arioviste ne cesse cependant pas de faire pression sur eux pour de nouvelles cessions. C'est ainsi qu'à la veille de la guerre des Gaules, il presse les Séquanes d'accueillir 24 000 Charudes (en).

### La conquête romaine

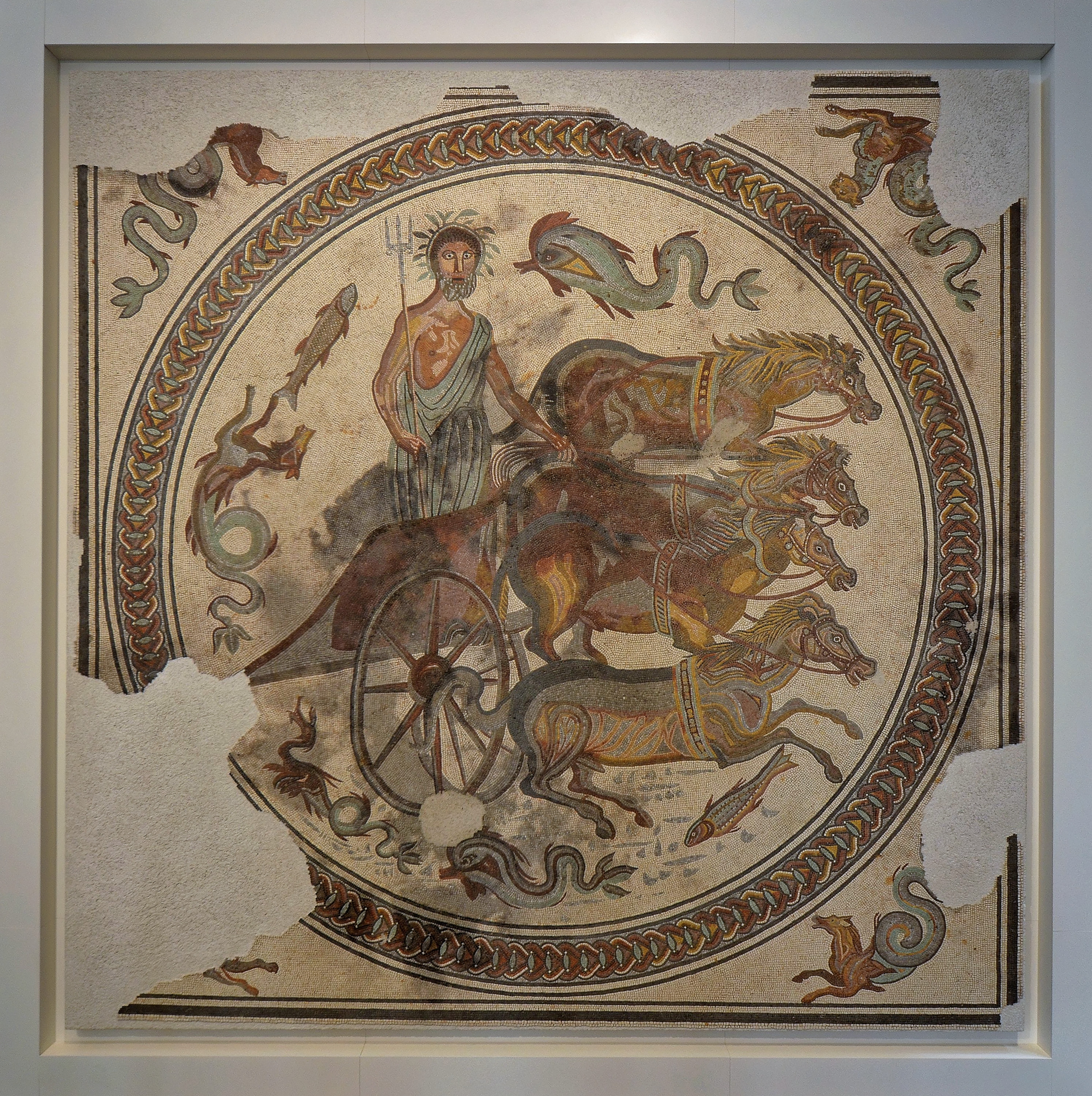
Mosaïque romaine « Le triomphe de Neptune » du domus du collège Lumière de Vesontio (musée des Beaux-Arts et d'Archéologie de Besançon).

Dans le même temps, les Helvètes, préparant leur migration en Saintonge, passent des accords diplomatiques et matrimoniaux avec les Séquanes et les Héduens. L'aristocrate Helvète Orgétorix négocie alors avec  Casticos (fils de l'ancien roi Séquane Catamantaloédis) et le pousse à prendre le pouvoir et ainsi à soutenir sa cause. Le but des Helvètes était ainsi d'obtenir l'autorisation de traverser le territoire Séquane et de migrer vers l'océan Atlantique, chez les Santons. En 58 av. J.-C., les helvètes choisissent cependant de demander le passage aux romains, le trajet par la Gaule transalpine étant plus aisé. Jules César le leur refuse les obligeant à passer par le Nord, via le territoire des Séquanes, puis des Éduens. En dépit d'accords et d'un échange d'otages, négociés par l'Éduens Dumnorix, ce passage entraîne alors de grands ravages, poussant les Éduens à réclamer l'aide de Jules César, fournissant ainsi à ce dernier un prétexte pour déclencher la guerre des Gaules.
César répond à l'appel des Éduens et des Ambarres qui se plaignent auprès de lui des troubles causés par le passage du peuple helvète en marche. Il affronte les troupes migrantes sur la Saône, qu'il vainc à la bataille de Bibracte de 58 av. J.-C.. Après avoir battu et renvoyé chez eux les Helvètes, il part vers le nord, occupe Besançon puis vainc Arioviste et ses Suèves. Il fait hiverner ses légions chez les Séquanes et renforce le pouvoir des Éduens.
Plus tard, les Séquanes fourniront 12 000 hommes à l'armée de secours de Vercingétorix, lors du siège d'Alésia. Selon Plutarque et Dion Cassius, c'est sur leur territoire que se déroula la bataille de cavalerie préalable au siège d'Alésia en 52 av. J.-C.

### L'époque gallo-romaine

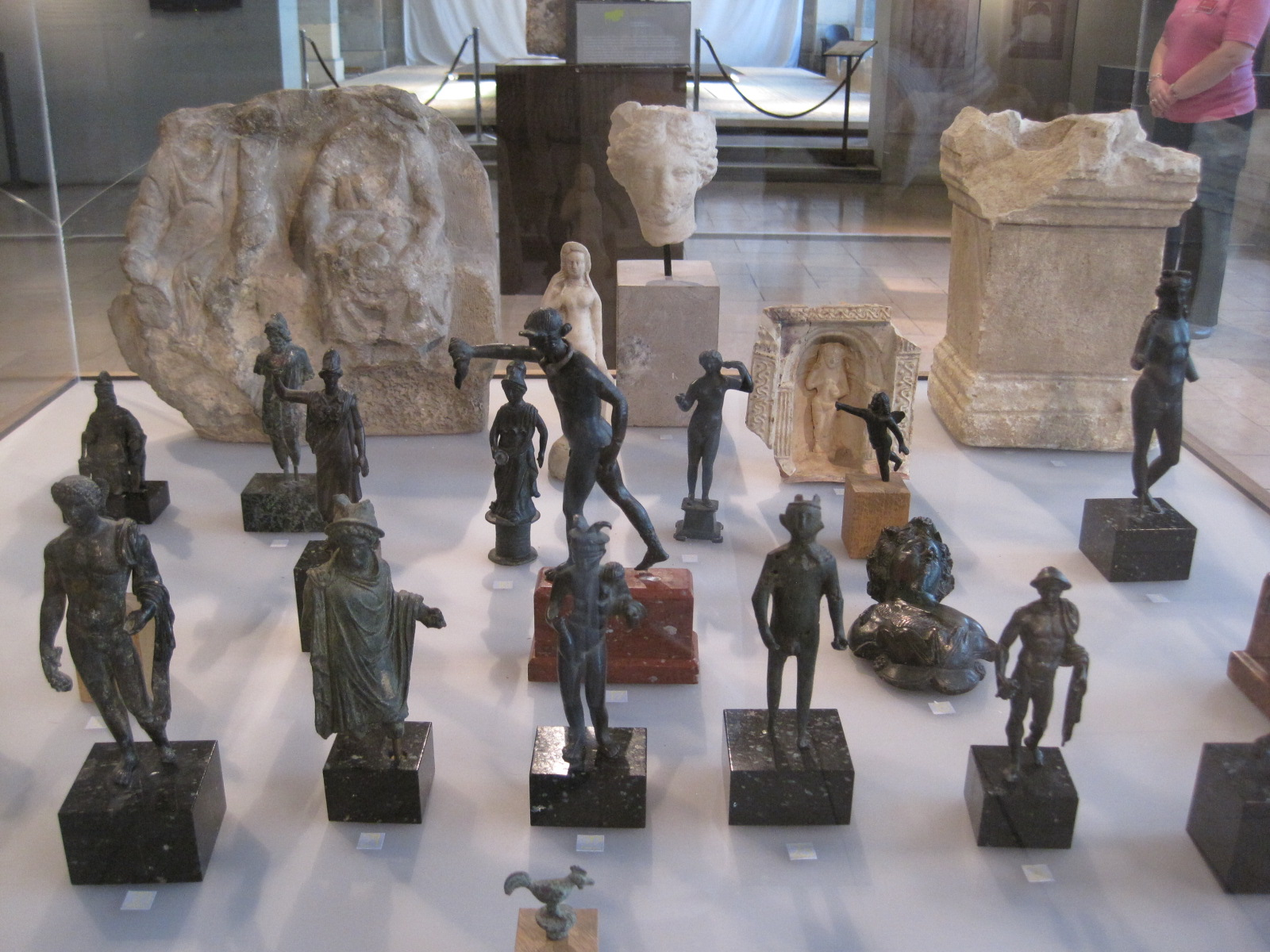
Figurines gallo-romaines en bronze du musée des Beaux-Arts et d'Archéologie de Besançon.

Durant la période gallo-romaine, bien que soumise au tribut de l'Empire romain, les Séquanes restent un peuple importante. Elle fait d'abord partie de la province de Gaule belgique, puis, à partir du règne de l'empereur Domitien, de celle de Germanie supérieure. L'archéologie témoigne essentiellement de cette période, avec certains monuments importants, dont la Porte Noire (Besançon) du IIe siècle.
Les Séquanes interviennent au cours des conflits provoqués par l'assassinat de Jules César en 44 av. J.-C. Selon les Périochae, abrégés de l'œuvre de l'historien romain Tite-Live, ils capturent Decimus Junius Brutus Albinus, l'un des assassins de César, alors en fuite, et contactent le consul Marc Antoine qui donne l'ordre de l'exécuter.
À la fin du règne de Néron, le peuple des Séquanes se joint à la rébellion du sénateur gallo-romain Caius Julius Vindex contre l'empereur. Vesontio est alors assiégée par Lucius Verginius Rufus, légat de Germanie (Vindex trouve la mort en voulant secourir la cité séquane lors de la bataille de Vesontio de 68).

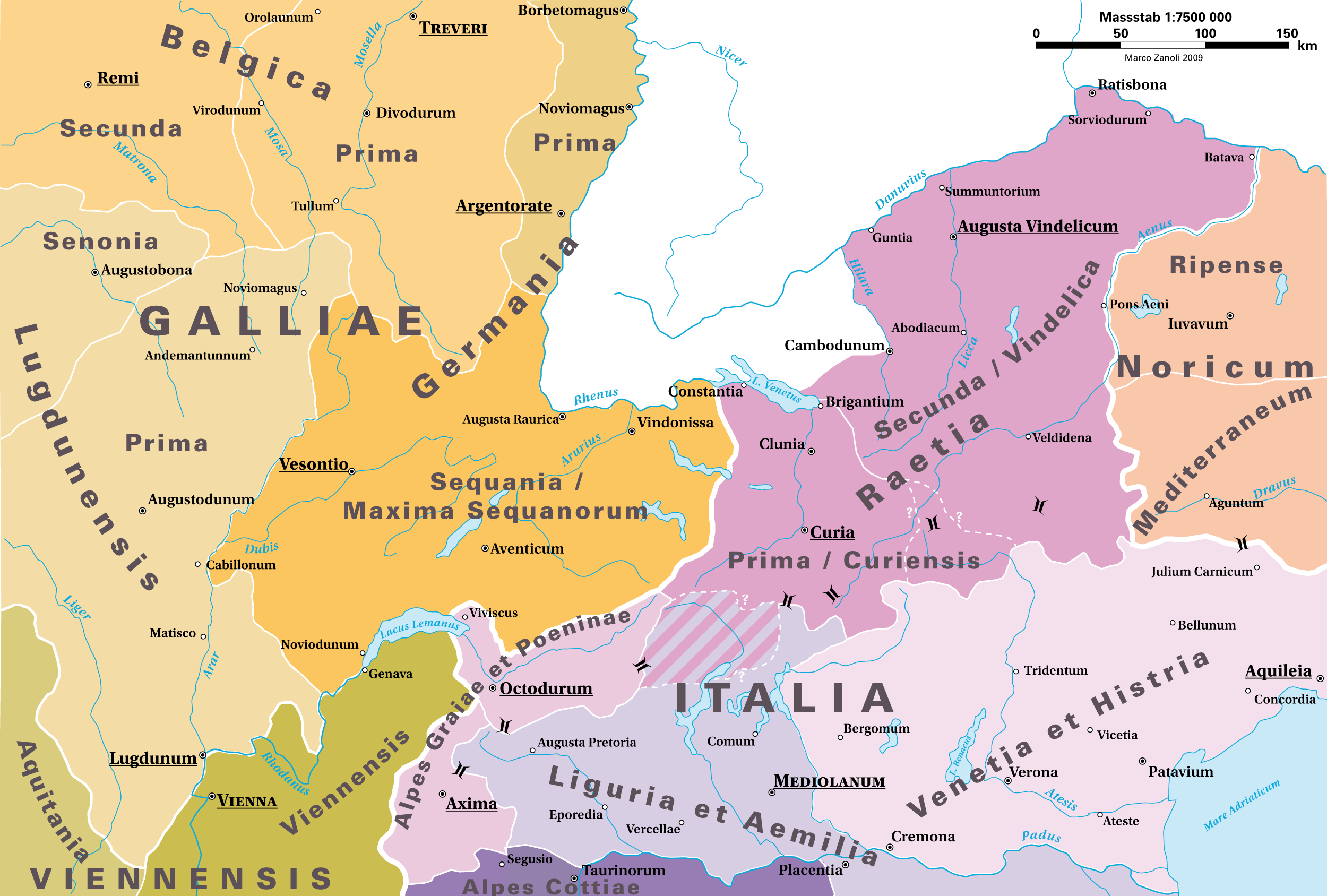
Maxima Sequanorum (Grande Séquanaise) de 297.

En 69, le chef batave Caius Julius Civilis provoque la révolte des Bataves contre le nouvel empereur Vespasien. Il est rejoint par certains peuples gaulois, les Trévires et les Lingons. Les Séquanes en revanche ne prennent pas parti pour les insurgés et infligent une cuisante défaite à l'armée du chef Lingon Julius Sabinus, partisan de Civilis.
Le deux chrétiens Ferréol et Ferjeux de Besançon évangélisent la Séquanie au IIe siècle, et fondent l'archidiocèse de Besançon.
La Tétrarchie en fait le centre d'une province appelée « Grande Séquanaise » (Maxima Sequanorum) à partir de 297.
À la chute de l'Empire romain d'Occident, en 476, les Séquanes et leur territoire sont annexés au royaume des Burgondes et constitue, pendant son règne, la part du royaume accordée au roi Godégisile. Ils sont ensuite intégrés au royaume de Bourgogne (534-843). Les pagi, qui composent approximativement l'ancienne Séquanie, sont réunis au sein du comté de Bourgogne à partir de 982. L'ensemble devient la province de Franche-Comté à partir de son annexion par la France de Louis XIV en 1674.

## Assise territoriale
À l'époque de l'indépendance de la Gaule, la Séquanie contrôlée par les Séquanes couvre probablement une vaste superficie allant du Rhin à la Saône. Toutefois, les événements précédant la guerre des Gaules, le conflit avec les Éduens et l'irruption d'Arioviste dans les affaires gauloises, pourraient avoir significativement modifié le tracé de leurs frontières et diminué la taille de leur emprise territoriale.

### Localisation

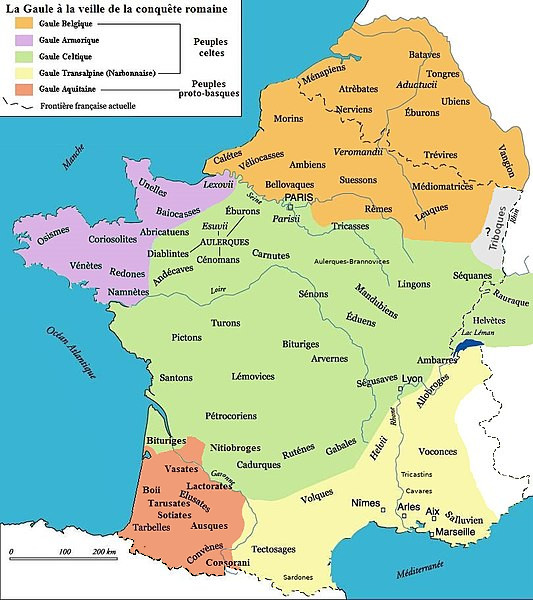
Gaule et peuples Gaulois

Selon Jules César, la frontière Est des Séquanes est matérialisée par le massif du Jura qui les sépare des Helvètes, et par le Rhin. Strabon confirme, en dépit de fortes approximations, le fait que les Séquanes s'étendent jusqu'au Rhin. Cependant, à l'époque romaine, le coude du Rhin est occupé par les Rauraques, un peuple qui a participé à la migration helvète et dont César précise qu'ils étaient leurs voisins. Il est donc possible que les Rauraques aient été un pagus ou un peuple client qui, en s'émancipant des Séquanes, a repoussé leur frontière orientale vers l'ouest.
La frontière Ouest est marquée par la Saône ; toutefois, le texte des Commentaires sur la guerre des Gaules révèle que cette zone est disputée entre Séquanes et Éduens et une situation équivalente pouvait prévaloir avec les Lingons plus haut sur le cours de la rivière. Aux derniers temps de la Gaule indépendante, la Saône était contrôlée par les Éduens et le territoire de ces derniers s'avançait dans la Bresse.
La frontière Nord avec les Leuques est difficile à définir en partant des sources antiques. Le tracé des anciens évêchés, lequel a fossilisé les divisions antiques de la Gaule, permet de supposer que la frontière Nord du territoire séquane correspond approximativement avec celle du département de la Haute-Saône.
Enfin, les textes antiques suggèrent que la domination territoriale des Séquanes allait jusqu'au Rhône ; toutefois, cette zone était plutôt contrôlée par les Allobroges et les Ambarres. La frontière séquane est donc à placer au Nord du département de l'Ain, dans les contreforts du massif du Jura.

### Villes et infrastructures

#### Villes

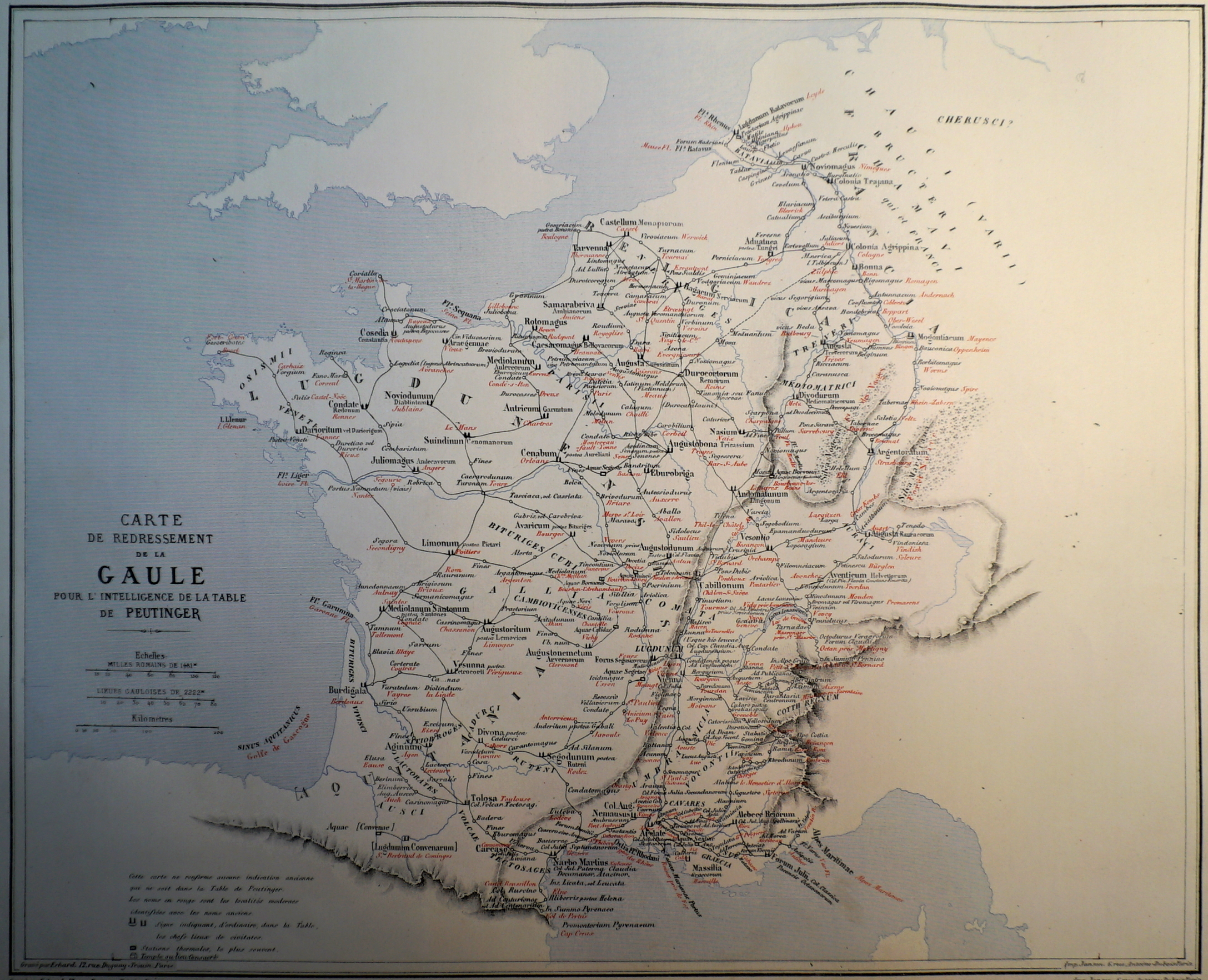
Table de Peutinger.

César indique que les Séquanes ont plusieurs villes, mais ne donne le nom que d'une seule, Vesontio, plus forte place et capitale des Séquanes. La description de César comme le nom de l'oppidum confirme qu'il s'agit de Vesontio (Besançon et sa boucle du Doubs). Le territoire Séquane ayant été, plus tard semble-t-il, amputé de sa partie orientale, les remarques de César comptent aussi des oppida et agglomérations secondaires dévolues aux Rauraques.
Le géographe grec Claude Ptolémée mentionne dans sa Géographie 4 villes pour le peuple des Séquanes, Didattium (non identifiée), Visontium (Besançon), Equestris, en fait Colonia Iulia Equestris ou Noviodunum (Nyon en Suisse gallo-romaine), et Aventicum (Avenches en Suisse gallo-romaine). C'est une erreur pour la dernière qui appartient en fait aux Helvètes. De même la Colonia Iulia Equestris ne dépend probablement pas à la période romaine de la Cité des Séquanes.
D'autres documents de l'époque romaine donnent quelques noms d'agglomérations séquanes. Ainsi, la carte de Peutinger et l'itinéraire d'Antonin offrent, outre les noms de Vesontionne, ceux de Segobodium, identifiée à Seveux, Crusinae, Ariolica (Pontarlier), Varcia, Loposagio, Aventicum (en Suisse gallo-romaine) ou Epomanduodurum (Mandeure). La plupart de ces villes sont de simples agglomérations secondaires servant de relais routier (voies romaines en Gaule).

Vesontio (Besançon)
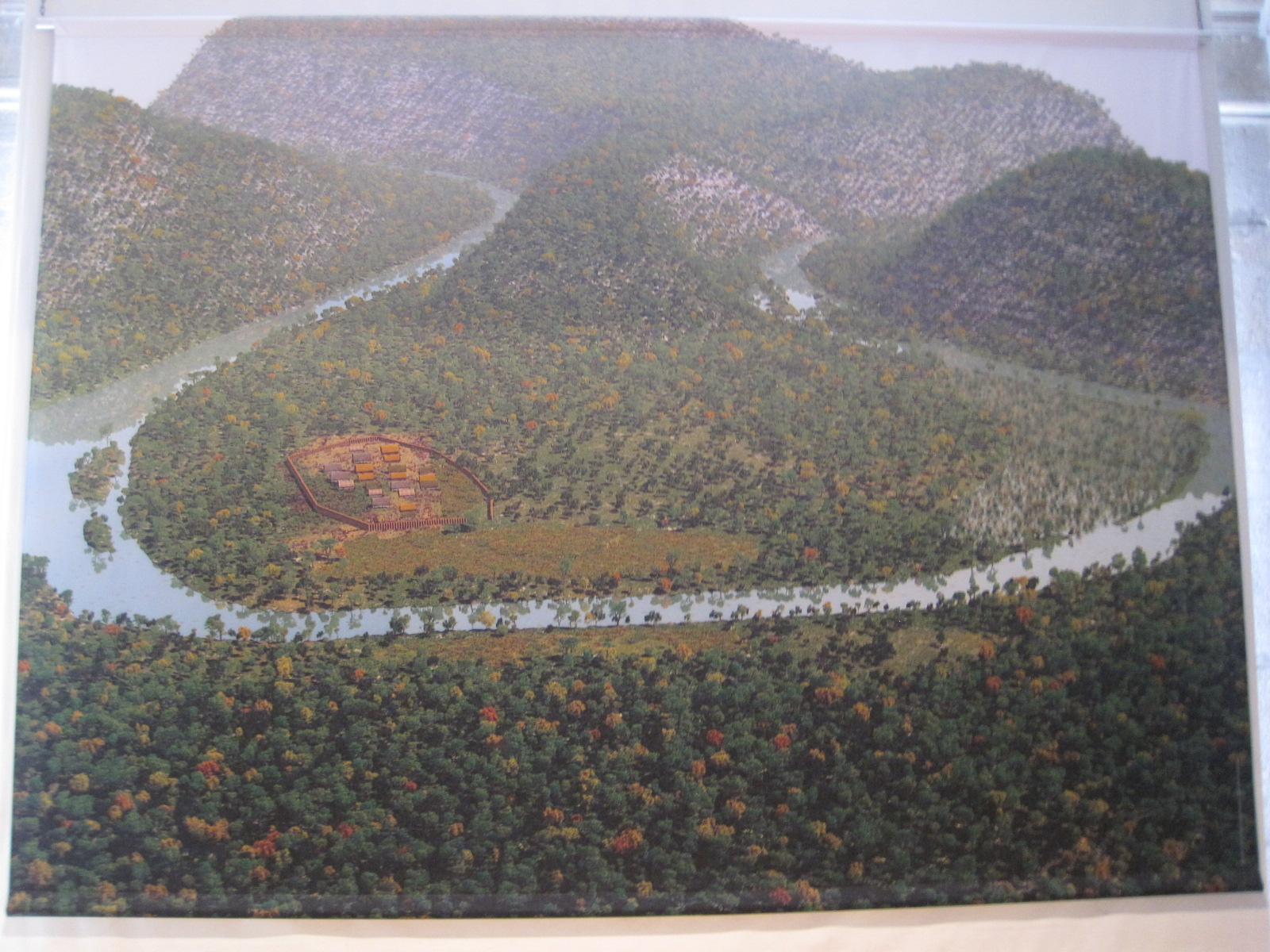
Néolithique
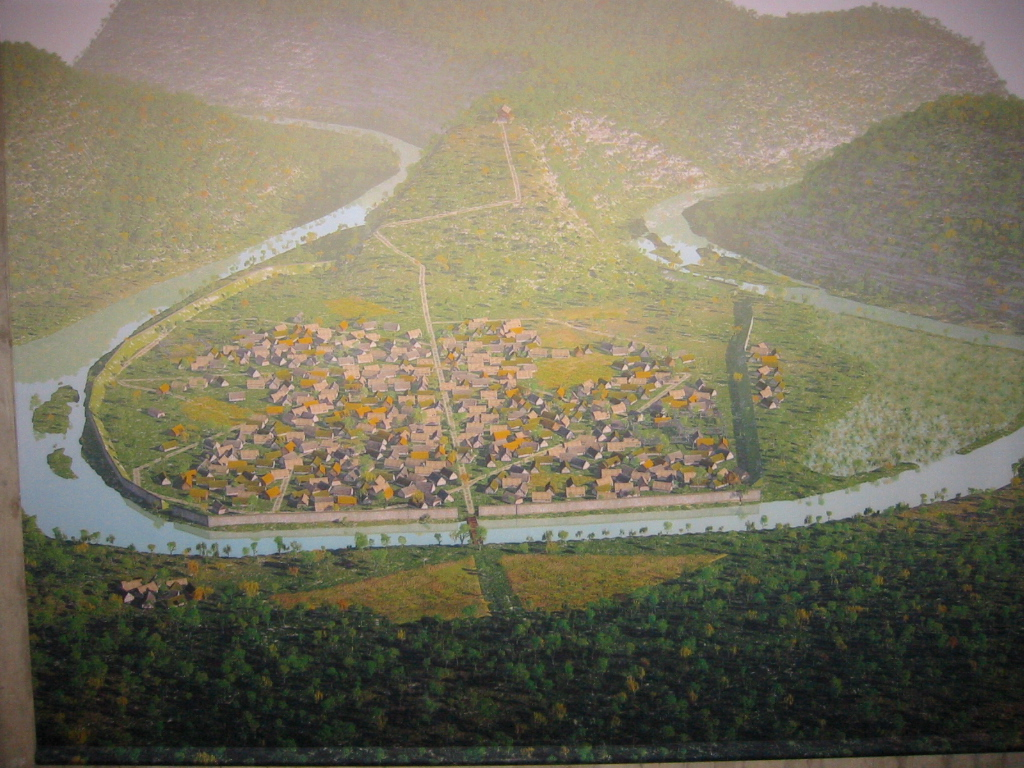
Séquane gauloise

L'archéologie confirme l'existence de ce maillage urbain chez les Séquanes, quoique celui-ci ne reste qu'imparfaitement connu, en particulier pour la période gauloise. Parmi les agglomérations dévoilées par l'archéologie, on peut mentionner l'« oppidum » du mont Rivel, à Équevillon, peut-être simplement un ensemble religieux, le vicus de Saint-Germain-en-Montagne ou celui de Grozon, tous deux fondés au IIe siècle av. J.-C.

Divers sites
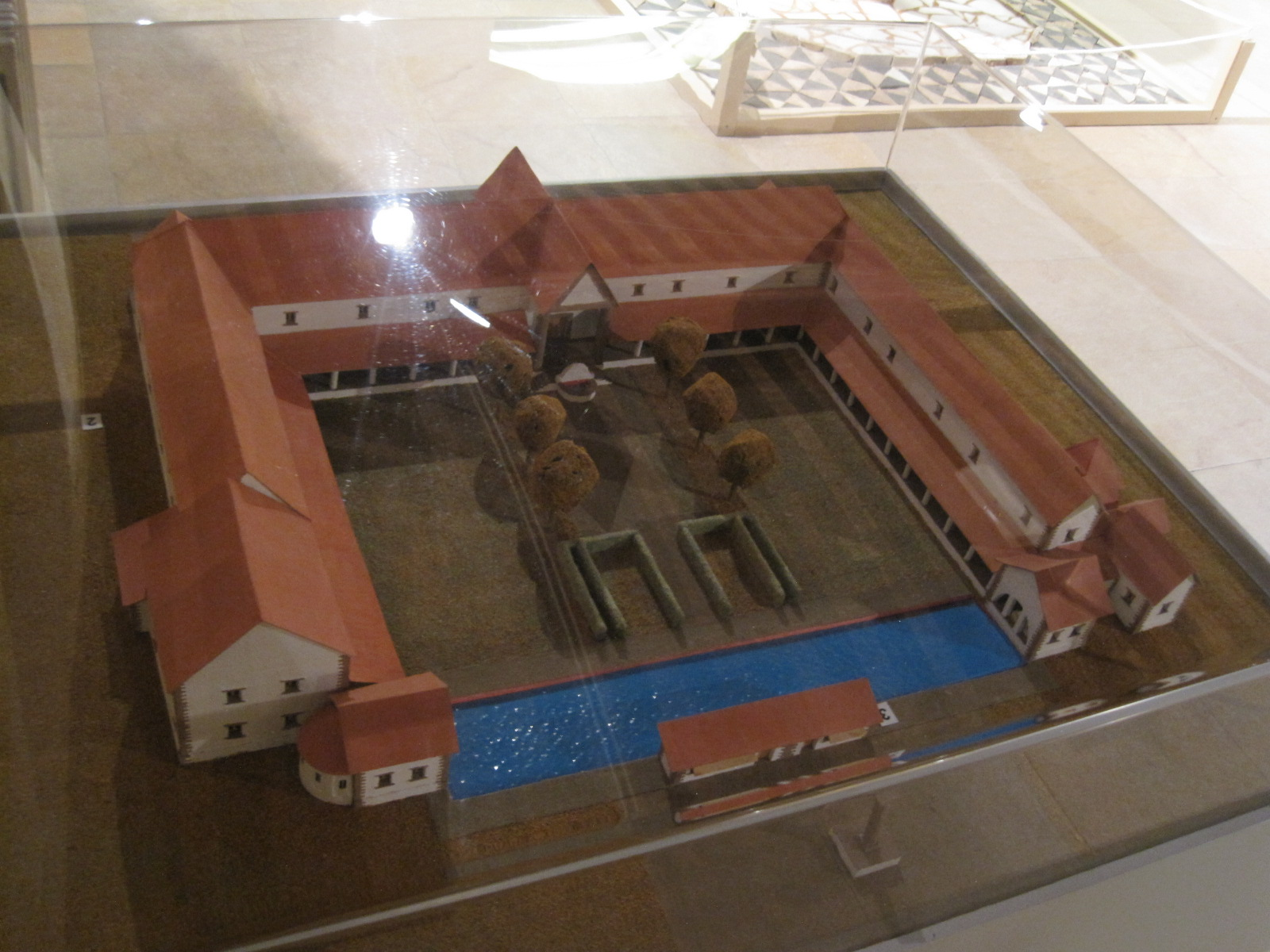
Villa gallo-romain de Chassey-lès-Montbozon
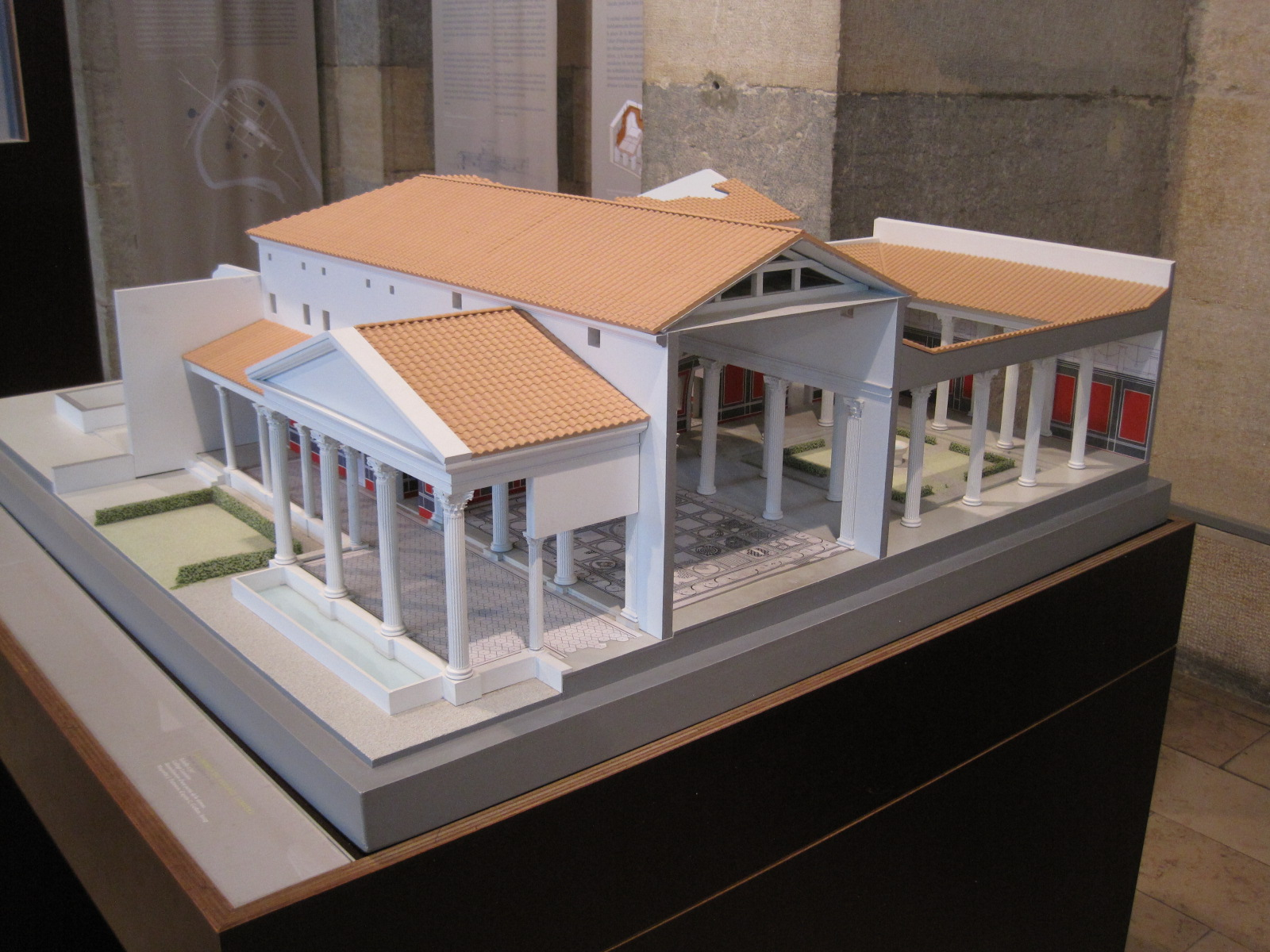
Domus du collège Lumière de Vesontio (IIe siècle)
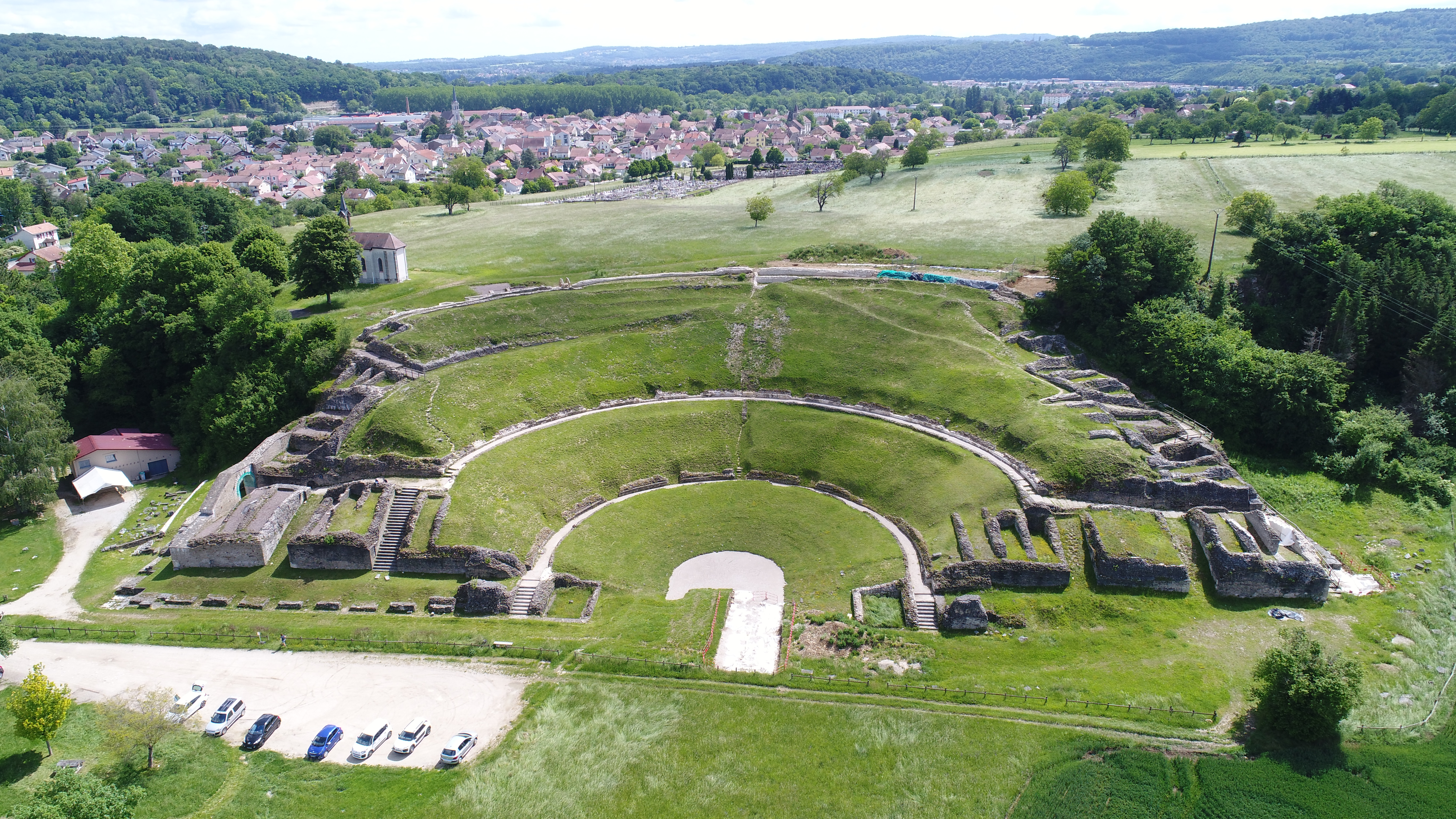
Théâtre antique de Mandeure (Ier siècle)
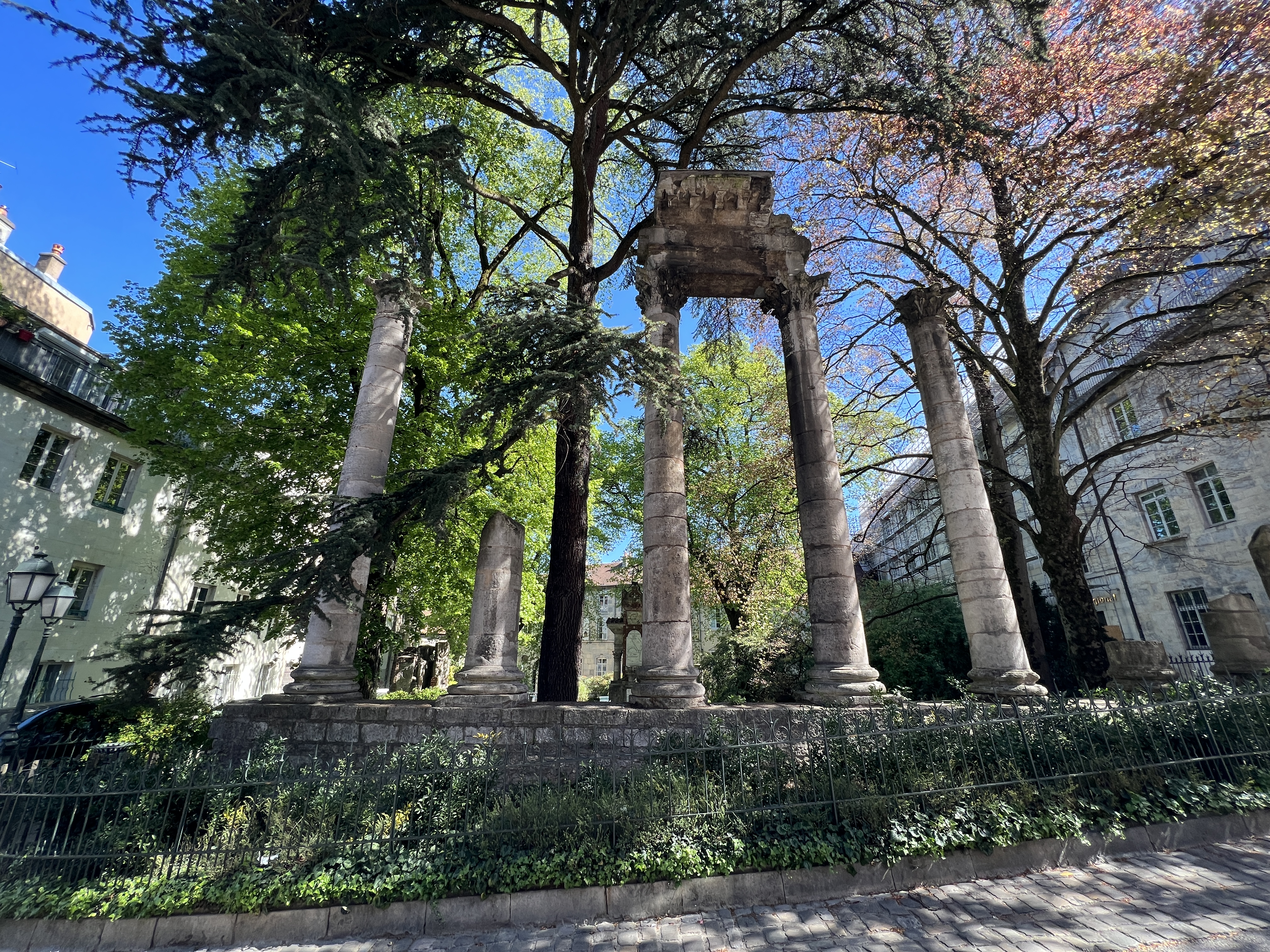
Square Castan de Vesontio (IIe siècle)
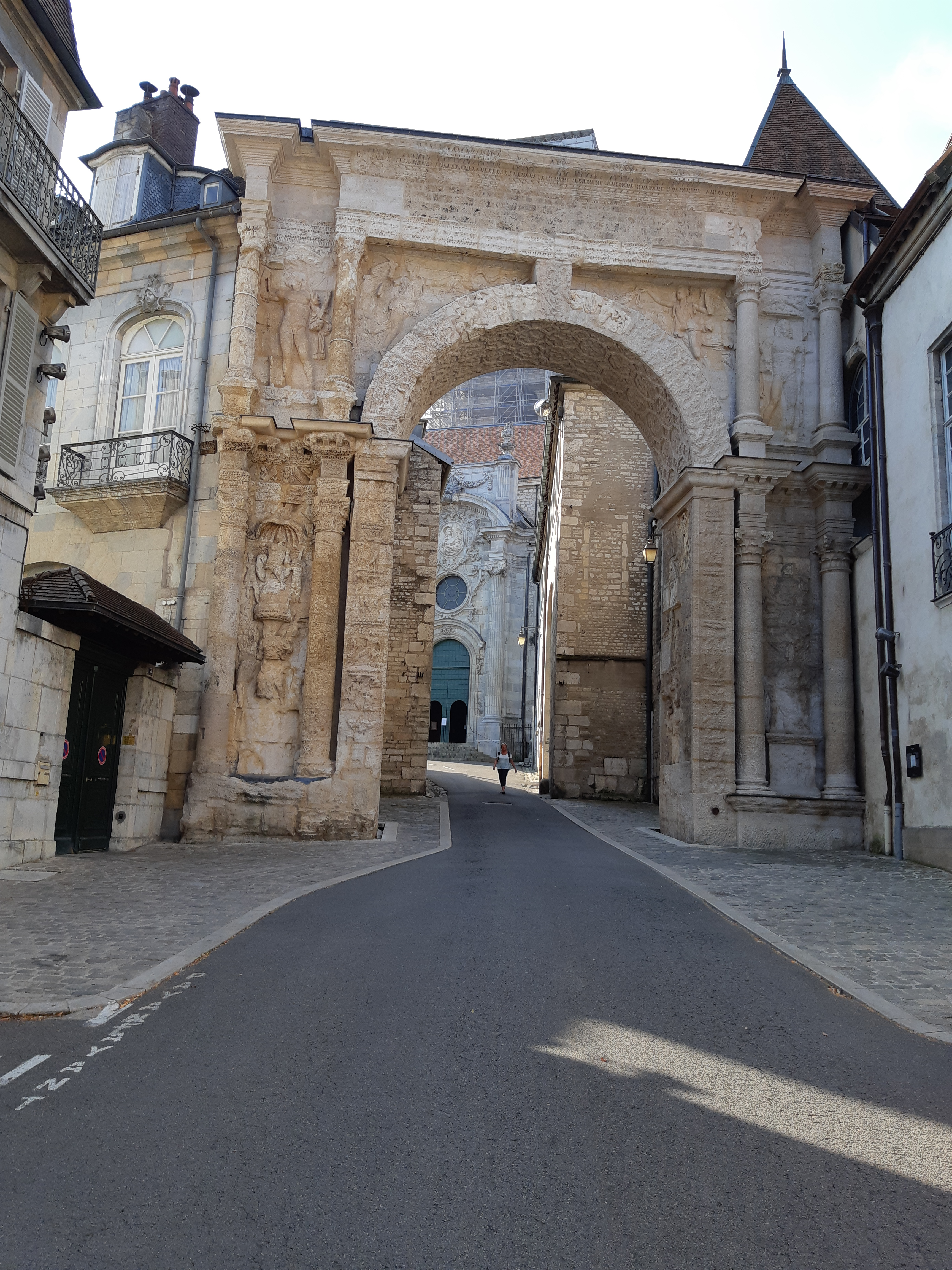
Porte Noire (Besançon)

#### Quelques vestiges de lieux et monuments de Vesontio
- Vesontio
- Square Castan (IIe siècle)
- Aqueduc d'Arcier (Ier siècle)
- Arènes de Besançon (Ier siècle)
- Porte Noire (Besançon) (IIe siècle)
- Domus du collège Lumière (IIe siècle)
- Domus du Palais de Justice (IIe siècle)
- Domus de la faculté de Lettres[36]

#### Quelques vestiges de lieux et monuments Séquanes
- Sources de la Seine
- Sequana (mythologie)
- Taureau d'Avrigney (Ier siècle)
- Epomanduodurum
- Théâtre antique de Mandeure (Ier siècle)
- Atelier de potiers du Chatigny (Ier siècle)
- Fanum de Pupillin (Ier siècle av. J.-C.)
- Nécropole tumulaire de Conliège (VIe et Ve siècles avant J.-C.)
- Sanctuaire gallo-romain du Pont des Arches
- Lac de Chalain (rive occidentale) (Néolithique à l'Âge du bronze)

#### Routes

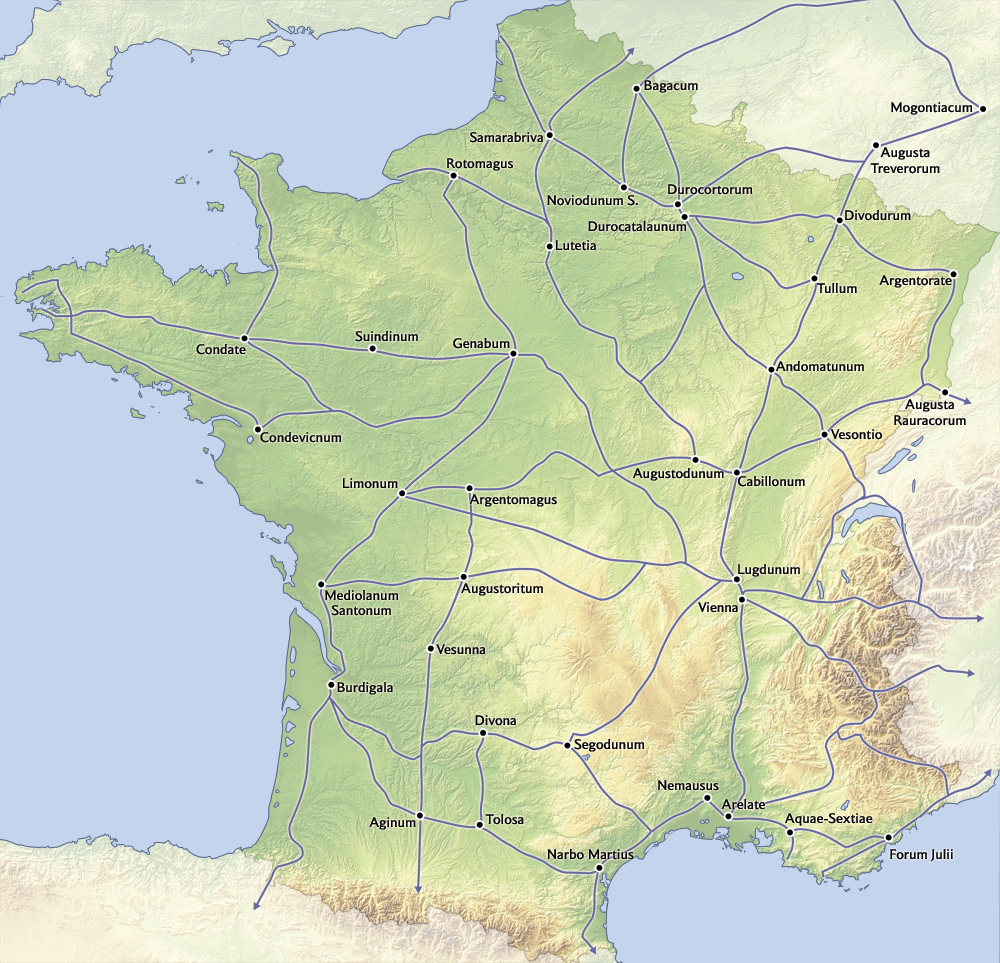
Voies romaines en Gaule

Le territoire séquane est organisé à l'époque romaine autour de deux axes routiers (voies romaines en Gaule), probablement d'origine militaire, et partiellement fondés sur le réseau préexistant.
La première est la voie de Chalon-sur-Saône à Kembs, doublant au sud la « Voie du Rhin », de Lyon à Trèves et permettant ainsi de desservir le limes de Germanie supérieure. Celle-ci quittant Chalon-sur-Saône, entre sur le territoire Séquane via Ponte Dubis, aujourd'hui Pontoux. Traçant de manière rectiligne via Dole et Saint-Vit, elle passe par une station non identifiée appelée Crucinae, indiquée sur la carte de Peutinger. Traversant ensuite Vesontio, la capitale, elle se dirige vers le Rhin en passant par Loposagium, identifié à Luxiol, et Valtodurum au niveau de Pompierre-sur-Doubs et de Rang. La route quitte finalement le territoire séquane après avoir traversé Mandeure.

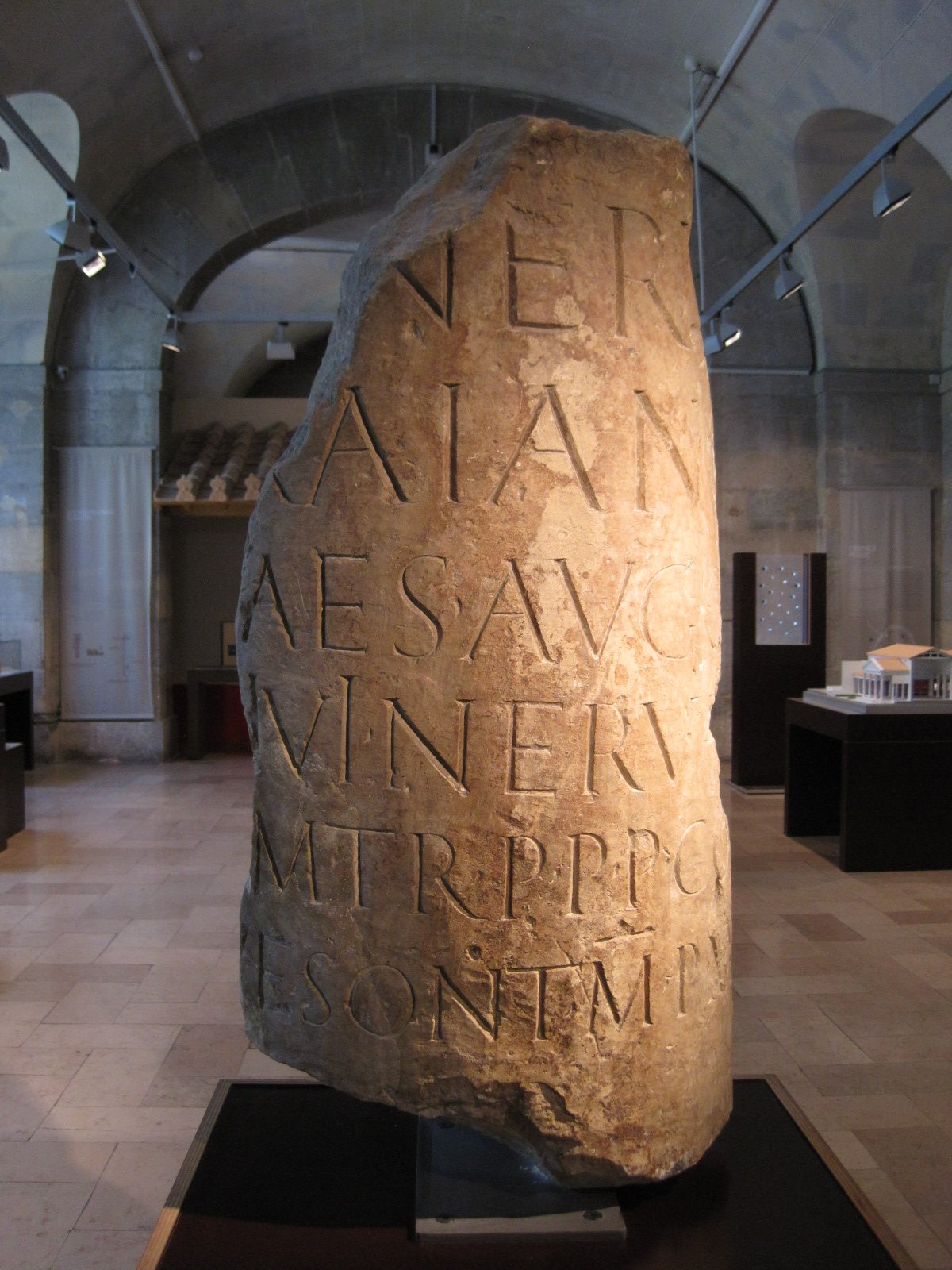
Borne milliaire de voie romaine de Mathay (IIe siècle).

La seconde est connue sous le nom de « Voie du Jura » et permet de relier l'Italie à la Manche et au Rhin, via le territoire des Salasses, les Alpes pennines et le territoire Helvètes. Cette voie entre dans le territoire séquane à Pons Ariolica (Pontarlier), en provenance du col de Jougne, et rejoint Vesontio en passant par une étape nommée Filo Musiacumà proximité de Nods. À Vesontio se fait la jonction avec la route du Rhin. La route repart de Besançon pour rejoindre Langres et la Via Agrippa de l'Océan vers la mer Manche. Elle passe alors par Saint-Vit, Étrabonne, Dammartin-Marpain puis Pontailler-sur-Saône, alors Pons Ariola ou elle quittait le territoire séquane. De là, elle gagnait la capitale des Lingons via Mirebeau-sur-Bèze. Ce dernier axe, entre Besançon et Langres est cependant rapidement déclassé, comme le montre son absence de la carte de Peutinger où il est remplacé par l'ancienne route gauloise reliant les deux chefs-lieux de cité et passant par Segobodium, aujourd'hui Seveux.
La voie du Jura est attribuée à l'action du général Marcus Vipsanius Agrippa, gendre de l'empereur Auguste, lors de son séjour en Gaule en 20 av. J.-C.), certains indices laissant supposer que c'est également le cas de la voie de Chalon-sur-Saône à Kembs. Ces deux axes majeurs de la civitas des séquanes sont cependant complétés par d'autres axes, ceux-ci hérités de la période gauloise. On peut mentionner parmi ceux-ci la voie de Besançon au Rhône, par Grozon et Lons-le-Saunier.

### Ressources économiques

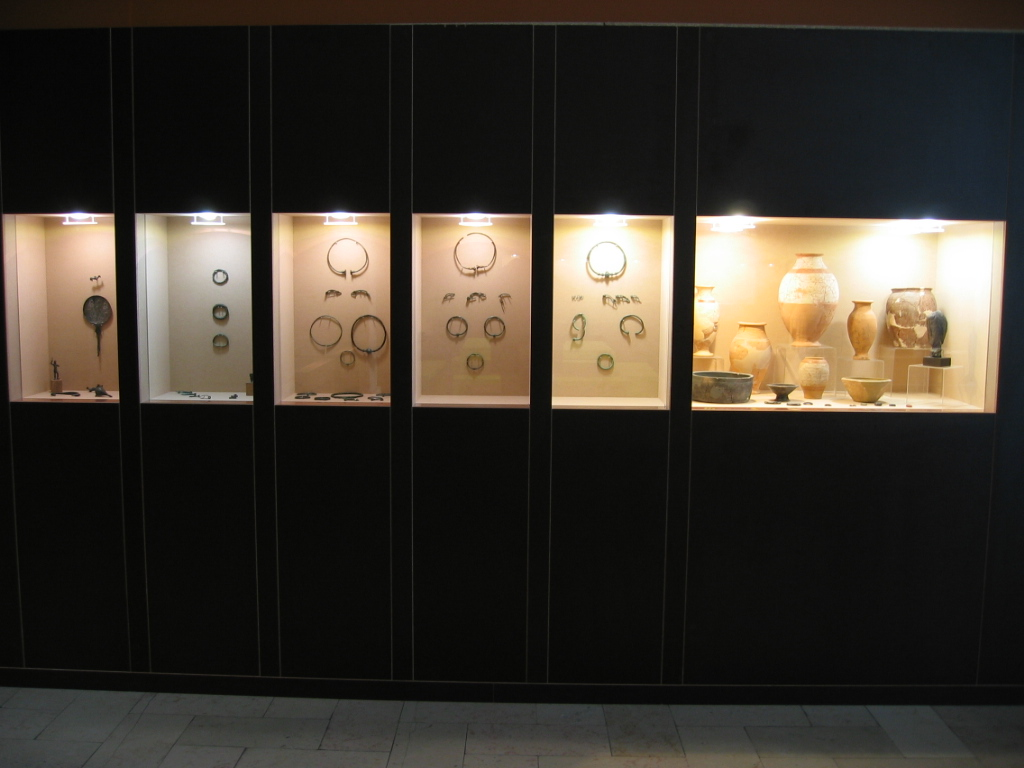
Objets gallo-romains en bronze du musée des Beaux-Arts et d'Archéologie de Besançon.

L'exploitation du vignoble du Jura séquane (et de l'ancien vignoble de Besançon) est réputée et ses exportations par commerce fluvial et maritime dépassent largement les frontières de Gaule (Grèce antique, empire romain, bassin méditerranéen...). Le vin local est cité par le sénateur romain écrivain Pline le Jeune au Ier siècle, qui cite un cépage qui pourrait être le savagnin « ce raisin qui sans apprêt, fournit un vin à saveur de poix, raisin célèbre du Viennois en Autriche, dont s’est enrichie la Séquanie ».
Les salines de Franche-comté sont exploitées depuis le néolithique (histoire du sel du Jura), les deux sites majeurs de la production de sel des séquanes étant, pour la période antérieure à la guerre des Gaules, les salines de Lons-le-Saunier et de Grozon. La production de sel (de salaison) s'y effectue par combustion de bûchers arrosés de saumure. Cette production semble diminuer, voire s'arrêter à l'époque romaine.

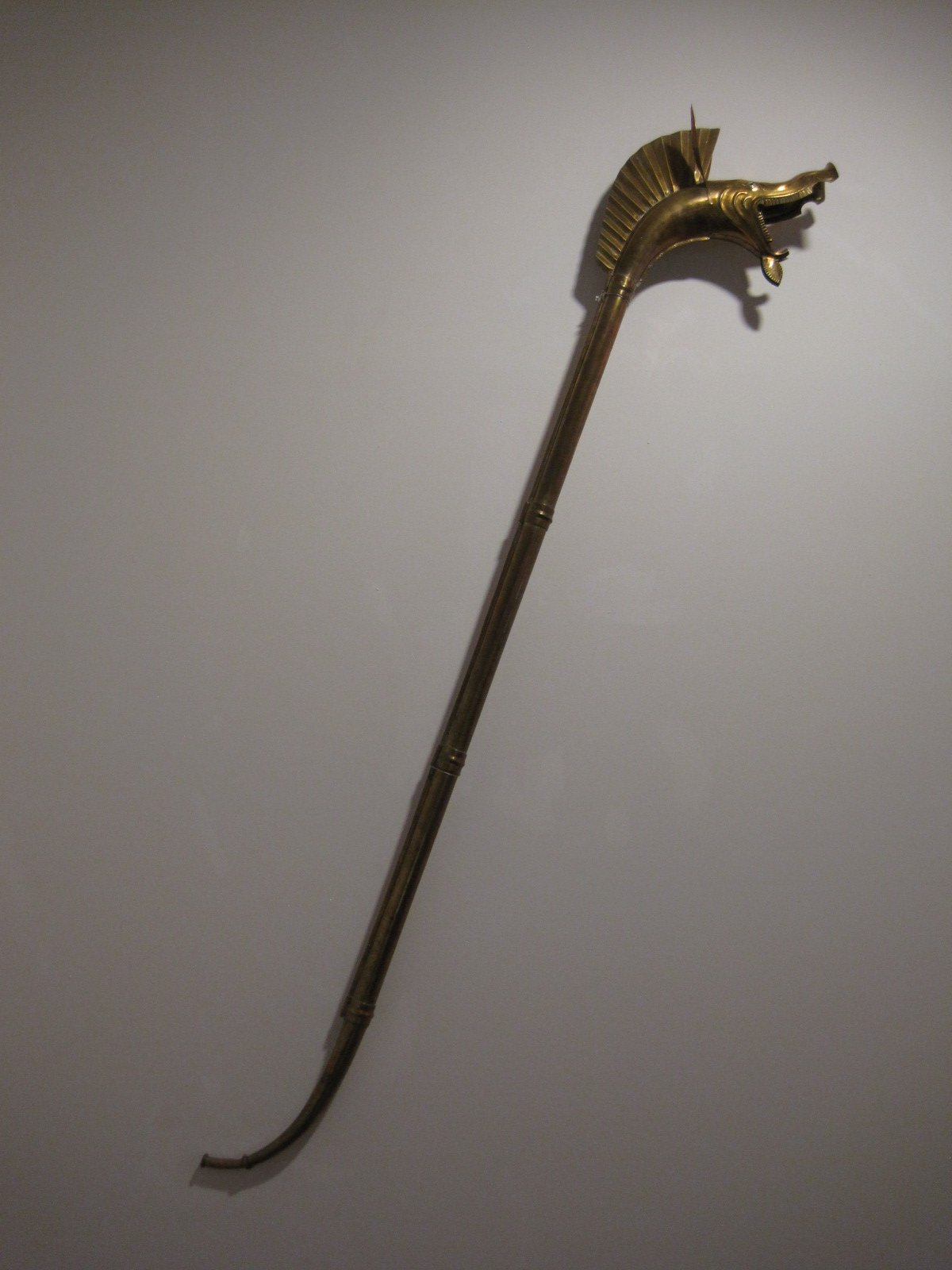
Carnyx de Mandeure, du musée d'archéologie et d'histoire naturelle de Montbéliard.

Cependant, en dépit de cet apparent arrêt de la production, Strabon mentionne l'importation à Rome et en Italie de salaisons de porc séquanes, il confirme sur ce point le témoignage des romains Caton l'Ancien (De agri cultura) et de Varron (Res rusticae) qui évoquent le goût des romains pour les charcuteries (saucisse de Montbéliard, jambon de Luxeuil...) des cuisines gauloise et franc-comtoise. Aulu-Gelle (Nuit Attique) et Marcus Gavius Apicius (De re coquinaria) en parlent également.
Le massif de la Serre est l'objet depuis le néolithique d'une exploitation de ses grès pour la fabrication de meules. Cette exploitation, visible pour les périodes néolithique, médiévale et moderne, est moins facilement détectable pour les périodes gauloise et antique. Une meule découverte à Menotey permet néanmoins de supposer la continuité de cette activité.
Enfin, il existe autour de Berthelange, une zone ou, durant l'antiquité, le travail de minerai de fer local est attesté.
Enfin, la présence du Doubs (rivière) permet un important trafic fluvial au sein de la cité des Séquanes, leur permettant de commercer avec des partenaires situés du Rhin et au-delà, jusqu'en Méditerranée, via la Saône et le Rhône.

## La «zone du denier»
Défini par le numismate Jean-Baptiste Colbert de Beaulieu, le phénomène appelé « zone du denier » correspond à l'adoption par plusieurs peuples de la Gaule d'un monnayage gaulois en argent aligné sur le denier romain. Les pièces frappées sous l'égide de cet étalon monétaire sont équivalentes aux quinaires romains, soit un demi-denier.

Denier gaulois
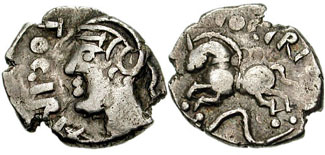
Denier gaulois à légende Togirix[44], attribué aux Séquanes.
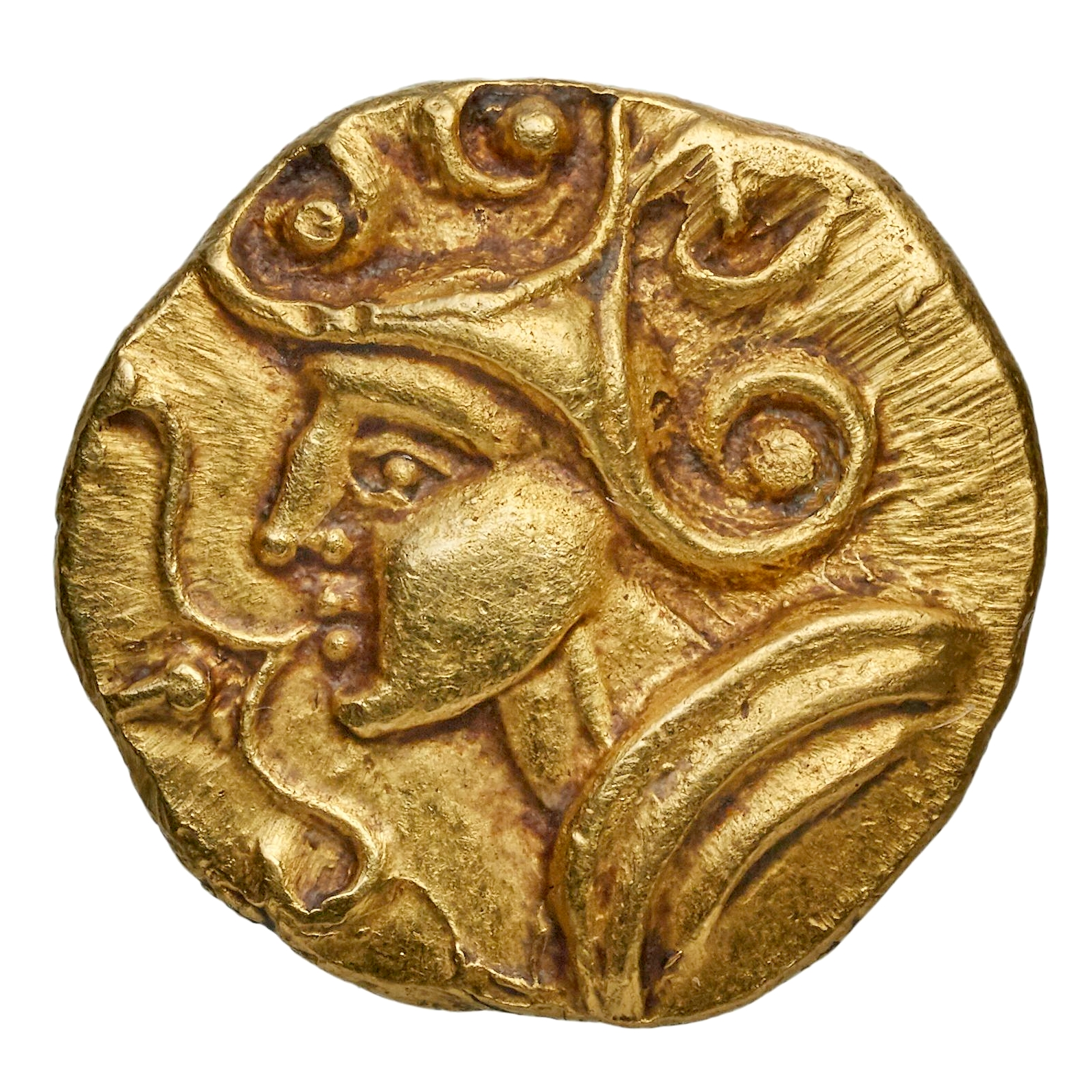
Statère séquane.
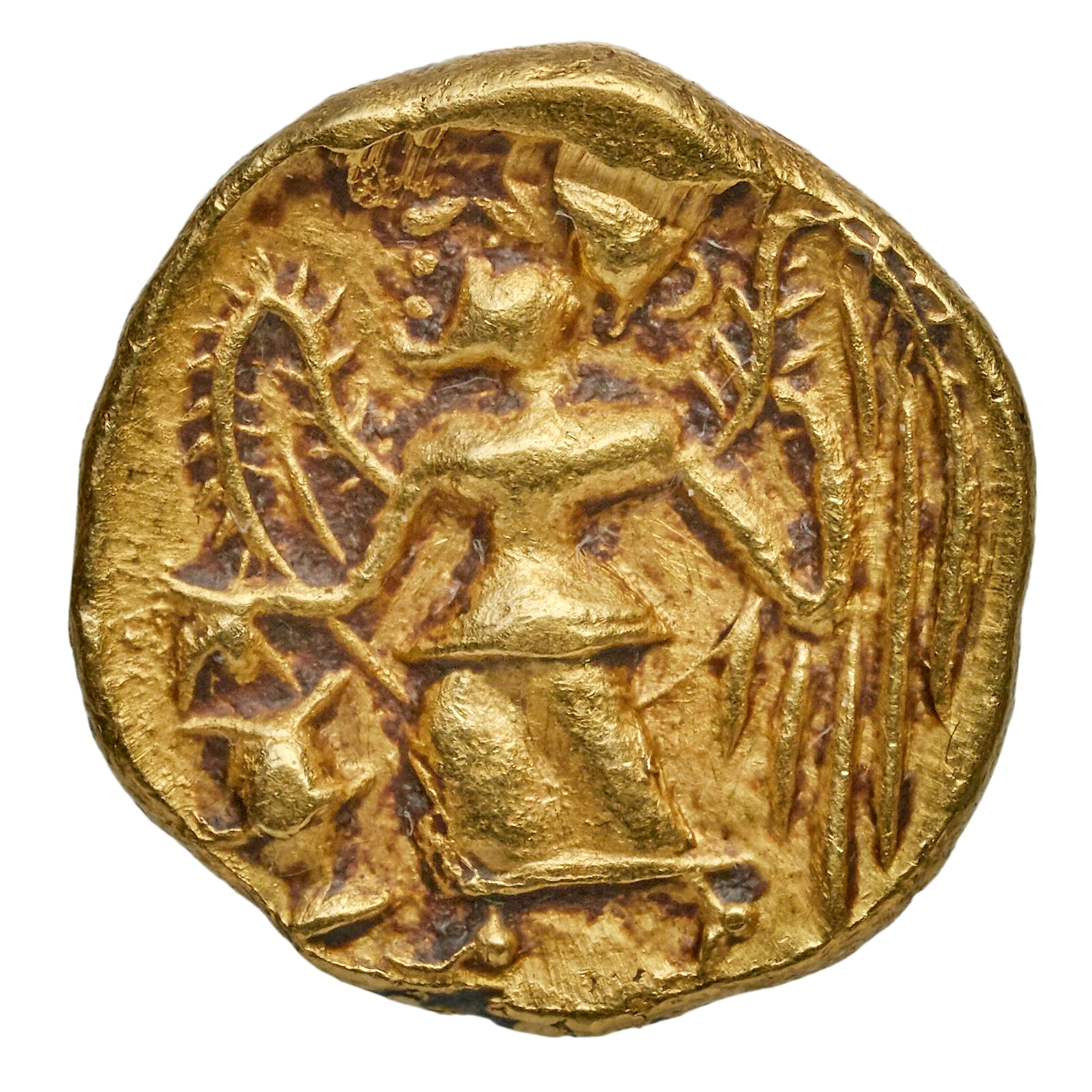
Statère séquane.
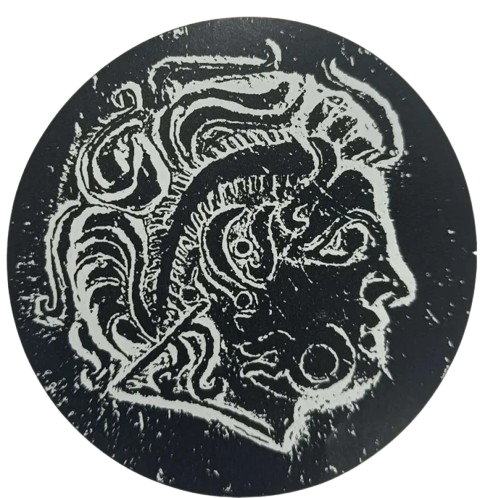
Monnaie en électrum des Séquanes à l'effigie d'Alexandre le Grand (IIe siècle)[45].

Ce changement d'étalon monétaire est apparemment effectué dès le IIe siècle av. J.-C. et concerne au premier chef, les peuples des Séquanes, des Éduens et des Lingons, ainsi que celui des Leuques. Cette décision semble influencer également les peuples environnants tels que les Helvètes. Le phénomène de la « zone du denier » est peut-être à mettre en relation avec l'adoption à la même époque par les peuples de la vallée du Rhône, notamment les Allobroges, alors sous domination romaine, d'un étalon monétaire similaire. Ils passent ainsi de monnaies en argent alignées sur la monnaie massaliote (Marseille antique) à des monnaies alignées sur l'étalon romain. Ultérieurement d'autres peuples de la future Narbonnaise feront de même.
Dans le nord de la Gaule, ce choix d'étalon monétaire fait tache d'huile et la guerre des Gaules accentue le phénomène, préparant ainsi l'ensemble de la Gaule à l'adoption définitive de la monnaie romaine. Ainsi, vers l'an 12 av. J.-C., avec l'installation à Lugdunum du sanctuaire fédéral des Trois Gaules, le numéraire romain vient remplacer les émissions monétaires gauloises alignées sur la monnaie romaine.

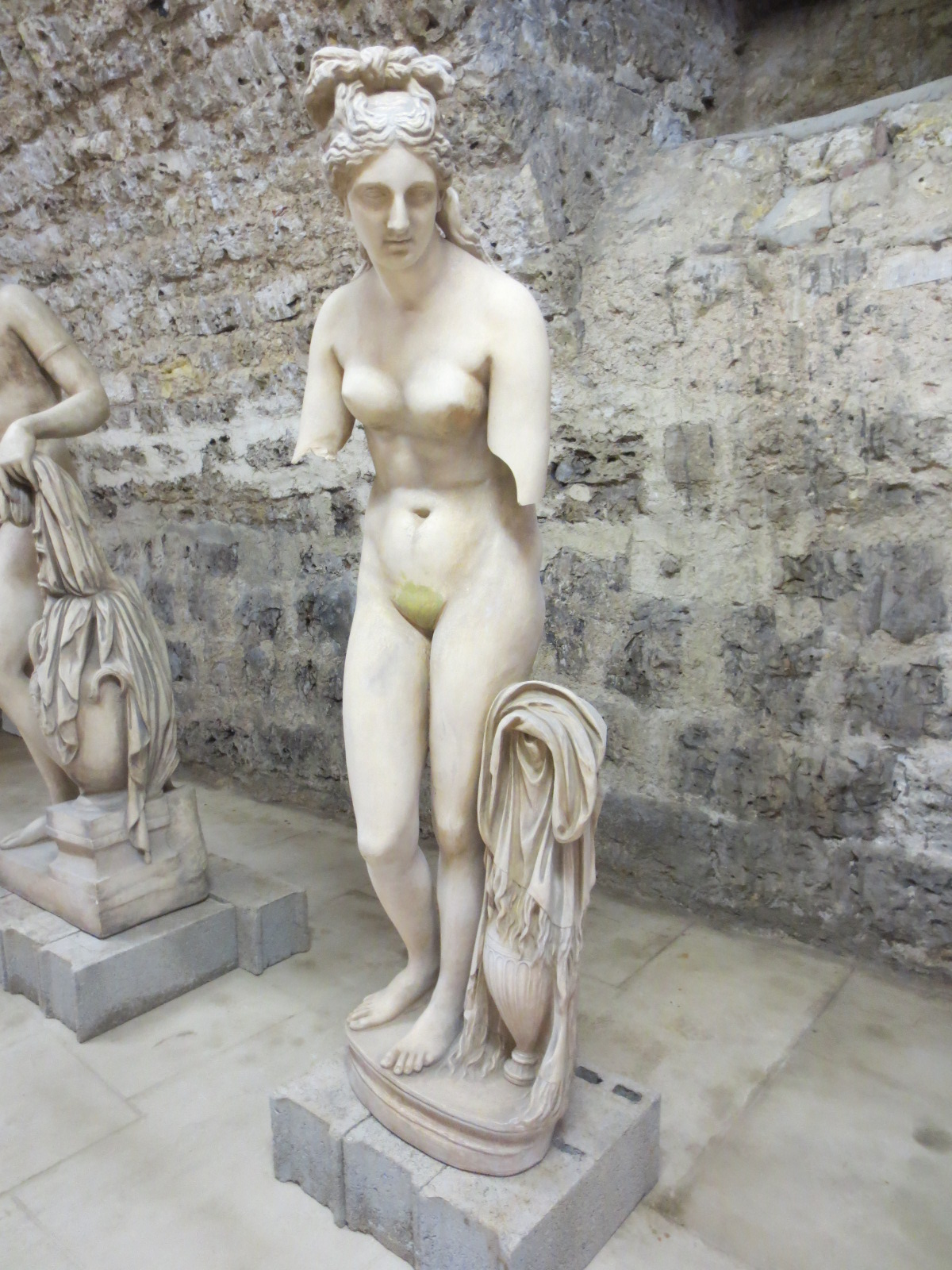
Statue gallo-romaine du musée archéologique du musée Baron-Martin de Gray.

Chez les Séquanes, cela concerne par exemple les monnaies en argent à la légende TOGIRIX, ou Q.DOCI/SAM.F. Curieusement, ce sont les monnaies les plus anciennes qui sont les plus romanisées, étant des copies de types romains existants et portant au droit une tête casquée, effigie de la déesse Roma. Les images monétaires postérieures présentent une identité plus locale. Un retour aux images monétaires romaines se fait durant et après la guerre des Gaules. Les prototypes copiés sont cette fois-ci des monnaies gentilices, c'est-à-dire en liaison avec une famille romaine ou gens.

## Quelques musées
- Musée des Beaux-Arts et d'Archéologie de Besançon.
- Musée d'archéologie et d'histoire naturelle de Montbéliard.
- Musée d'art gallo-romain du musée Jean-Léon Gérôme de Vesoul.
- Musée d’archéologie du musée des Beaux-Arts de Lons-le-Saunier.
- Musée archéologique du musée Baron-Martin de Gray.
- Musée archéologique de Dijon.
- Archéodrome de Beaune.